# Angelo De Gubernatis
Giuseppe Angelo De Gubernatis (Torino, 7 de abril de 1840 — Roma, 26 de fevereiro de 1913) foi um ensaista, etnólogo, linguísta, orientalista e historiador da literatura.

## Biografia
Estudou na Universidade de Turim (Università degli Studi di Torino), onde foi aluno do latinista Tommaso Vallauri, do literato Michele Coppino e do historiador Ercole Ricotti. Ainda antes de terminar o curso, tornou-se professor na escola de gramática local de Chieri e, em 1862, logo após a conclusão do curso, obteve uma bolsa de estudo em Berlim, onde foi aluno do linguista Franz Bopp e de Albrecht Weber, especialista em língua sânscrita.
Regressado à Itália em novembro de 1863, leccionou sânscrito e glotologia comparada no Instituto Florentino de Estudos Superiores (Istituto di Studi Superiori Fiorentino) a partir de 1863, nomeado diretamente por Michele Amari, orientalista e Ministro da Educação do Reino de Itália. Em 1865, adere aos ideais anarquistas, juntando-se ao círculo de Mikhail Bakunin, com cuja prima Sofja Bezobrazova se casa. Depois de renunciar à sua cátedra, foi, no entanto, reintegrado em 1867, voltando a ocupar a cátedra de Sânscrito em Florença e, mais tarde, a de Literatura Italiana na Sapienza - Universidade de Roma.
Angelo De Gubernatis colaborou com numerosos revistas, entre as quais a Italia letteraria (1862), a Rivista orientale (1867, que fundou e dirigiu), o Bollettino italiano degli studii orientali (1876), a Revue internationale (1883) e, em 1887, assumiu a direção do Giornale della società asiatica. Em 1879, publicou o Dizionario biografico degli scrittori contemporanei (Florença, Le Monnier). A sua obra mais importante é Storia Universale della Letteratura, publicada em 18 volumes (1883-1885).
Sempre atento aos excluídos e marginalizados, em particular à condição feminina, Angelo De Gubernatis foi responsável pela redescoberta da poetisa renascentista Isabella Morra, subjugada e morta pelos seus irmãos e até então esquecida pela cena literária. Em 1901, proferiu uma conferência no Circolo Filologico de Bolonha, mais tarde sintetizada no seu ensaio Isabella Morra. Le Rime (1907). Os seus estudos foram posteriormente aprofundados por Benedetto Croce, a quem De Gubernatis deu uma cópia do ensaio que serviria de base para a sua própria investigação. Entre 1906 e 1909, foi nomeado 14 vezes para o Prémio Nobel da Literatura.. 
Parte da sua coleção de artefactos recolhidos em viagens à Índia foi integrada no Museo di Storia Naturale, Antropologia e Etnologia de Florença.

## Obras
Entre muitas outras, é autor das seguintes obras:
- Piccola enciclopedia indiana, 1867
- La vita e i miracoli del dio Indra nel Rigveda, Firenze, 1867
- Storia comparata degli usi natalizi, nuziali e muliebri in Italia e presso gli altri popoli indo-europei, 1867
- Le fonti vediche dell'epopea indiana, Firenze, 1867
- Memorie intorno ai viaggiatori italiani nelle Indie orientali dal secolo XIII a tutto il XVI, Firenze, 1867
- Studi sull'epopea indiana e su l'opera biblica, Firenze, 1868
- Zoological Mithology or The Legends of Animals, Londra, 1871, 2 voll.
- Cenni sopra alcuni indianisti viventi, Firenze, 1872
- Letture sopra la mitologia vedica, Firenze, 1874
- Max Muller e la mitologia comparata, Firenze, 1875
- Alessandro Manzoni: studio biografico. Letture fatte alla Taylorian Institution di Oxford nel maggio dell'anno 1878, successori Le Monnier, 1879
- Dizionario biografico degli scrittori contemporanei, a cura di Angelo De Gubernatis, Firenze, Successori Le Monnier, 1879, e successive edizioni;
- Letture di archeologia indiana, Milano, 1881
- Storia universale della letteratura, 18 volumi, 1883-1885
- Peregrinazioni indiane, Firenze, 1887
- Mitologia comparata, Milano, 1887
- Dante e l'India, Roma, 1889
- Dizionario degli artisti italiani viventi. Pittori, scultori e architetti, Coi Tipi dei Successori Le Monnier, Firenze 1889 (online)
- Gli studi indiani in Italia, Firenze, 1891
- Piccolo dizionario dei contemporanei italiani, Roma, 1895
- I popoli asiatici, Milano, 1900
- Fibra. Pagine di ricordi, Roma, 1900
- Isabella Morra. Le Rime, Roma, 1907
- Storia dell'etnologia, Perugia, 1912
- Mario Rapisardi, con Remo Sandron, 1912, ristampato 2010

## Epistolário e correspondência
- Lettera a Angelo De Gubernatis di Mario Rapisardi, 17 febbraio 1906.
- Il carteggio tra Cesare Cantù e Angelo De Gubernatis, 1868-1893, introduzione e cura di Luca Bani, Bergamo university press, Sestante, Bergamo 2006.
- Grazia Deledda, Lettere ad Angelo De Gubernatis (1892-1909), a cura di Roberta Masini, Centro di Studi Filologici Sardi/CUEC, Cagliari 2007.
- Il carteggio Farina-De Gubernatis (1870-1913), edizione critica a cura di Dino Manca, Cagliari, Centro di Studi Filologici Sardi/CUEC, 2005.